# Janiki Małe
Janiki Małe – wieś w Polsce położona w województwie warmińsko-mazurskim, w powiecie iławskim, w gminie Zalewo.
W latach 1975–1998 miejscowość administracyjnie należała do województwa olsztyńskiego.
Wieś wzmiankowana w XVI w., jako wieś szlachecka. W roku 1782 we wsi odnotowano 12 domów (dymów), natomiast w 1858 w 18 gospodarstwach domowych było 160 mieszkańców. W latach 1937–39 było 179 mieszkańców. W roku 1973 wieś należała do powiatu morąskiego, gmina Zalewo, poczta Janiki Wielkie.